# Партијска књижица
Партијска књижица или страначка књижица је исправа којом чланови неке политичке странке, покрета, организације, удружења доказују свој идентитет и припадност одређеном друштвено-политичком субјекту (партији). Зависно од дизајна партијску књижицу чини: мала фотографија члана, отисак печата партије, лични подаци члана, датум учлањења, подаци о функцији коју обавља члан унутар друштвено-политичког субјекта (партије), као и рубрике о плаћеној партијској чланарини.
У многим једнопартијским режимима као што су нацизам, фашизам и комунизам на партијску књижицу се гледало као на неку врсту реликвије коју члан мора брижно да чува. У таквим режимима члан који изгуби партијску књижицу могао је да сноси последице по своје даље чланство у партији.
Данас синоним за поседовање партијске књижице је партијско запошљавање, остваривање привилегија и личних добити преко чланства у некој политичкој партији.

## Галерија
- Чланска књижица Комунистичке партије Југославије до 1952. године
- Чланска књижица Савеза комуниста Југославије од 1952. до 1990. године
- Чланска књижица Социјалистичког савеза радног народа Југославије
- Чланска књижица Савеза социјалистичке омладине Југославије
- Чланска књижица Свесавезног лењинског комунистичког савеза омладине